# Bank of New Zealand Building (Oamaru)
Das Gebäude der Bank of New Zealand ist ein Baudenkmal in Oamaru in der Region Otago auf der Südinsel Neuseelands.
Die ehemalige Filiale der Bank of New Zealand befindet sich an der Ecke Itchen Street und Thames Street und gehört zur Harbour/Tyne Street Historic Area.
Heute wird das 1878 unter Leitung der Architektengemeinschaft Forrester & Lemon errichtete Bauwerk als Theater genutzt.
Am 2. Juli 1982 wurde das Bauwerk vom New Zealand Historic Places Trust unter der Nummer 2279 als Denkmal der Kategorie 2 (Historic Place Category II) eingestuft.